# Mötschwil
Mötschwil es una comuna suiza del cantón de Berna, situada en el distrito administrativo del Emmental. Limita al norte con las comunas de Lyssach y Rüti bei Lyssach, al este con Oberburg y Burgdorf, al sur con Krauchthal, y al oeste con Hindelbank.
Hasta el 31 de diciembre de 2009 situada en el distrito de Burgdorf.

## Historia
La primera mención del lugar data del año 1294, bajo el nombre de Müschwile. Luego aparecen las apelaciones de Mötschwile (1327), Mütschwile (1380) y Mötschwil (1452). El origen del nombre es hasta ahora desconocido. 
Durante la Edad Media Mötschwil estuvo sujeta a la alta justicia de los Condes de Kyburgo. Cuando el pueblo pasó a mano de los berneses, sería agregado en el siglo XV a la bailía de Burgdorf. Durante la República Helvética (1798-1803), Mötschwil perteneció al distrito de Burgdorf y desde 1803 a la bailía de Burgdorf, que con la nueva constitución cantonal de 1831 se convertiría de nuevo en distrito. 
En 1911 se cambia el nombre oficial de la comuna de Mötschwil-Schleumen a simplemente Mötschwil.